# Lego City Adventures
LEGO City Adventures es una serie de televisión animada por computadora. Se estrenó en Nickelodeon en los Estados Unidos el 22 de junio de 2019, convirtiéndose en la segunda serie de Lego en el canal, después de Lego Hero Factory de 2010.

## Resumen
A diferencia de muchas series de televisión y especiales de LEGO que tratan de los reinos de lo fantástico, esta serie, ambientada en la extensa y diversa metrópolis de Lego City, se centra en personajes mucho más prácticos y cuyo trabajo ayuda a llevar a la comunidad a vida. Entre los residentes comunes que se encuentran inmersos en aventuras extraordinarias se encuentra el sargento de policía. Duke DeTain, Freya McCloud, la jefa de bomberos lista para la crisis, la barredora de calles gruñona Shirley Keeper, el ansioso personal de mantenimiento Harl Hubbs, el dedicado alcalde de la ciudad Solomon Fleck, la vicealcaldesa Carol Yay, los empresarios de rivalidad RE Fendrich y Mary Sinclair, el problemático sobrino de Freya, Billy McCloud, y el skate el jefe de policía Percival "Wheelie" Wheeler.

## Personajes

### Personajes principales
- Teniente Duke DeTain (expresado por Joe Zieja)[1]
- Freya McCloud (expresada por Misty Lee)[1]
- Shirley Keeper (expresada por Alex Cazares)[1]
- Harl Hubbs (expresado por Daniel MK Cohen)[1]
- Tippy Doorman (expresado por James Arnold Taylor)[1]
- Solomon Fleck (expresado por Roger Craig Smith)[1]
- Percival "Wheelie" Wheeler (con la voz de Mick Lauer)[1]

## Episodios
| Temporada | Temporada | Episodios | Estados Unidos        | Estados Unidos          | Latinoamérica           | Latinoamérica         |
| Temporada | Temporada | Episodios | Primera emisión       | Última emisión          | Primera emisión         | Última emisión        |
| --------- | --------- | --------- | --------------------- | ----------------------- | ----------------------- | --------------------- |
|           | 1         | 10        | 22 de junio de 2019   | 8 de diciembre de 2019  | 21 de diciembre de 2019 | 7 de marzo de 2020    |
|           | 2         | 10        | 8 de marzo de 2020    | 12 de diciembre de 2020 | 5 de diciembre de 2020  | 13 de febrero de 2021 |
|           | 3         | 22        | 15 de abril de 2022   | 15 de abril de 2022     | 6 de noviembre de 2021  | 29 de enero de 2022   |
|           | 4         | 20        | 25 de octubre de 2022 | 22 de noviembre de 2022 | 6 de febrero de 2023    | 3 de marzo de 2023    |

### Temporada 1 (2019)
| No. serie | No. temp. | Título                                                                                    | Fecha de estreno original                      | Fecha de estreno en Latinoamérica |
| --- | --------- | ----------------------------------------------------------------------------------------- | ---------------------------------------------- | --------------------------------- |
| 1 | 1         | «Cuby y ladrones / Billy el bicho» «Cubs and Robbers / Billy the Bug»                     | 22 de junio de 2019                            | 11 de enero de 2020               |
| La publicidad de la película "Cubby, el policía" se sale de control soltando el simpático inflable de "Cubby el policía" en la ciudad. / La Jefa de Bomberos, Freya McCloud accidentalmente le compra una gorra con hélice defectuosa. |           |                                                                                           |                                                |                                   |
| 2 | 2         | «Policía aérea / Desfile del Día del Padre» «Sky Police / Father's Day Parade»            | 29 de junio de 2019                            | 18 de enero de 2020               |
| El Jefe de policía Wheeler anuncia la formación de la Policía Aérea con 64 mil millones de dólares. / El capitán de la policía, Tom Bennett, recibe una llamada de que su esposa entró en labor antes.                                 |           |                                                                                           |                                                |                                   |
| 3 | 3         | «Una carrera hasta la cima / Conoce a Harl Hubbs» «Race to the Top / Meet Harl Hubbs»     | 6 de julio de 2019                             | 25 de enero de 2020               |
| Fendrich y Sinclair compiten por ganar el concurso del edificio más grande. / Un narrador fuera de cámara narra un día en la vida del servicial ayudante, Harl Hubbs.                                                                  |           |                                                                                           |                                                |                                   |
| 4 | 4         | «El portero de la ciudad / Fendrich salvaje» «Doorman of the City / Fendrich In The Wild» | 27 de julio de 2019                            | 1 de febrero de 2020              |
| Es el "Día sin manos" un festejo de la ciudad, en donde nadie en la ciudad usa sus manos para nada. / Un equipo de documentalistas de la naturaleza siguen al multimillonario Fendrich como si fuera un animal salvaje.                |           |                                                                                           |                                                |                                   |
| 5 | 5         | «Poppy Star / Lo que asusta» «Poppy Starr / The Spooky One»                               | 10 de agosto de 2019                           | 8 de febrero de 2020              |
| La superestrella adolescente Poppy Star visita a su abuelo, el sargento Sam Grizzled. / Billy y Madison pierden su disco volador dentro de una casa de aspecto aterrador.                                                              |           |                                                                                           |                                                |                                   |
| 6 | 6         | «Mini Carol / El último que quede» «Small Carol / Last Man Floating»                      | 10 de noviembre de 2019                        | 15 de febrero de 2020             |
| El Alcalde y Carol trabajan hasta tarde cuando comienzan a ocurrir eventos extraños. / El anfitrión del canal de Deportes Extremos, Dynamo, cubre una competencia para ver quién irá a la Misión a Marte.                              |           |                                                                                           |                                                |                                   |
| 7 | 7         | «Policía en Navidad / Guardias y escondites» «Police Navidad / Evil Layers»               | 1 de diciembre de 201917 de noviembre de 2019  | 21 de diciembre de 2019           |
| El oficial Duke DeTain patrulla sin pareja en Nochebuena. / El oficial Duke DeTain y la trabajadora de limpia, Shirley Keeper trabajan para descubrir la identidad del principal criminal.                                             |           |                                                                                           |                                                |                                   |
| 8 | 8         | «Buster / Shirley Keeper» «Buster / Shirley Keeper»                                       | 17 de noviembre de 201924 de noviembre de 2019 | 22 de febrero de 2020             |
| El Bombero Buster tiene la oportunidad de vivir su fantasía y ser un oficial de policía. / La trabajadora de limpia, Shirley Keeper, educa a los residentes sobre cómo cuidar a su Ciudad.                                             |           |                                                                                           |                                                |                                   |
| 9 | 9         | «3, 2, 1 / Parapuertas» «3, 2, 1 / Paradoors»                                             | 24 de noviembre de 20191 de diciembre de 2019  | 29 de febrero de 2020             |
| Llegó el día del lanzamiento espacial, y toda la ciudad tiene fiebre Marciana. / Los Astronautas llegan a la órbita de Marte y se preparan para recopilar las muestras, pero Tippy Doorman tiene otros planes.                         |           |                                                                                           |                                                |                                   |
| 10 | 10        | «Cierra la puerta / Escape de la cárcel» «Slam the Door / JAILBREAK!»                     | 8 de diciembre de 2019                         | 7 de marzo de 2020                |
| Harl intenta evitar que Tippy lleve la famosa puerta de Marte a la Tierra. / Tippy Doorman enfrenta el juicio del siglo después de su intento por conquistar el mundo.                                                                 |           |                                                                                           |                                                |                                   |

### Temporada 2 (2020)
| No. serie | No. temp. | Título | Fecha de estreno original | Fecha de estreno en Latinoamérica |
| --- | --------- | --- | ------------------------- | --------------------------------- |
| 11 | 1         | «¡Bigotes! / Policia o no policia» «Buster Moves / To Cop or Not to Cop»                                                                               | 8 de marzo de 2020        | 5 de diciembre de 2020            |
| Una loca carrera por toda la ciudad en la que Buster intenta recuperar su escurridizo bigote. / Grizzled y Rooky se infiltran de incógnito para detener al cabecilla que está detrás de una trama de pasteles falsos.                                                     |           | |                           |                                   |
| 12 | 2         | «Conducir con precaución / Borrón plateado» «Handle with Car / The Silver Blur»                                                                        | 15 de marzo de 2020       | 12 de diciembre de 2020           |
| Duke consigue un coche de alta tecnología. Para poder atrapar a los ladrones del camión de los helados deberán aprender a trabajar juntos. / La señora Blumfield se convierte en un superhéroe que arresta a los delincuentes de la                                       |           | |                           |                                   |
| 13 | 3         | «El día de Harl Hubbs / Ann, piloto» «Harl Hubbs Day / Ann They're Off»                                                                                | 29 de marzo de 2020       | 19 de diciembre de 2020           |
| Es el día de Harl Hubbs, y Harl lo ve como una oportunidad para ayudar a toda la ciudad. / La madre de Billy, Ann, sorprende a todos cuando acepta competir contra el invicto Tread Octane en una carrera en el deshuesadero.                                             |           | |                           |                                   |
| 14 | 4         | «La excelente aventura de Bob y Clemmons / El hombre sin nombre con nombre» «Bob and Clemmons' Excellent Adventure / The Man With No Name With A Name» | 12 de julio de 2020       | 26 de diciembre de 2020           |
| Desde otra perspectiva, veremos cómo los bomberos Bob y Clemmons consiguen llevar a cabo todos los recados que les manda Freya. / Un nuevo adversario del lejano Oeste llega a la ciudad y se convierte en todo un reto para la policía.                                  |           | |                           |                                   |
| 15 | 5         | «La pandilla de Daisy / De vuelta a la academia» «Daisy Chain Gang / Backdraft to School»                                                              | 19 de julio de 2020       | 9 de enero de 2021                |
| Fendrich prepara un acto benéfico con policías y bomberos para intentar robar las escrituras de la ciudad. / A Freya solo le falta un crédito para graduarse en la academia de bomberos y la relevan como jefa de bomberos hasta que se gradue.                           |           | |                           |                                   |
| 16 | 6         | «Compañeros de fatigas / Duke, el Sucio» «Running Mates / Dirty Duke»                                                                                  | 26 de julio de 2020       | 16 de enero de 2021               |
| El alcalde Fleck se presenta a las reelecciones contra R. E. Fendrich, que quiere aprovecharse de su nuevo cargo para deshacerse de Sinclair./ Cuando Duke pierde la memoria en un accidente / Snake Rattler le engaña a Duke para que crea que es su compañero criminal. |           | |                           |                                   |
| 17 | 7         | «Para Wheeler / El Heptágono de las Brickmudas» «For Wheeler / Brickmuda Heptagon»                                                                     | 2 de agosto de 2020       | 23 de enero de 2021               |
| Cuando Rooky se entera de que es el cumpleaños del comisario Wheeler, decide organizarle una sorpresa. / Durante la inauguración del buque de la ciudad para homenajear a Duke, Freya y Harl, el barco va a la deriva accidentalmente.                                    |           | |                           |                                   |
| 18 | 8         | «El Cuaken / El tesoro de Nosepatch» «The Quacken / The Treasure of Nosepatch»                                                                         | 9 de agosto de 2020       | 30 de enero de 2021               |
| Cuando avistan cerca de la costa a un mítico monstruo marino, el Cuaken, la famosa aventurera Jessica Sharpe se propone capturarlo. / Rooky y Grizzled se infiltran en el Guardián de los Mares para buscar un tesoro pirata perdido de Nosepatch.                        |           | |                           |                                   |
| 19 | 9         | «Rosario verdido / Tread-récord» «Midden Fleasure / Tread or Alive»                                                                                    | 16 de agosto de 2020      | 13 de febrero de 2021             |
| Fendrich y sus secuaces se enteran del tesoro de Cluster escondido en el desguace. / Snake y Daisy se aprovechan de la competitividad de Tread para que, sin saberlo, sea su conductor cuando se dan a la fuga.                                                           |           | |                           |                                   |
| 20 | 10        | «Arresto por Navidad / Bombero por un día» «Arrest Ye Merry Gentlemen / Ride Along Kid»                                                                | 12 de diciembre de 2020   | 6 de febrero de 2021              |
| Cuando Fendrich amenaza con arruinar la gala de Navidad de Sinclair, Duke interviene para salvar la fiesta y ¡las vacaciones! / Freya se lleva a Billy y a Mark de viaje, pero cuando las cosas se complican es Mark quien debe solucionarlo.                             |           | |                           |                                   |

### Temporada 3 (2021)
| No. serie | No. temp. | Título | Fecha de estreno original | Fecha de estreno en Latinoamérica |
| --- | --------- | --- | ------------------------- | --------------------------------- |
| 21 | 1         | «Gracias Hank / ¿Están viendo los niños?» «Thank Hank / Are The Kids Watching?»                           | 15 de abril de 2022       | 6 de noviembre de 2021            |
| Cansado por la constante falta de respeto, Hank Sierra renuncia al equipo de Fendrich y va a trabajar con Mary Sinclair. / La Teniente Gracie Goodhart se une al Programa de Intercambio de oficiales. |           | |                           |                                   |
| 22 | 2         | «Shirley I.P / Por favor y Colmigracias» «Shirley P.I. / Please and Fang You»                             | 15 de abril de 2022       | 13 de noviembre de 2021           |
| El conductor Craig Woodman desaparece, la desesperada Gabby Tocamera recurre a la mujer de la basura. / Cuando la red de energía de la ciudad se sobrecarga, depende de Ave Empire, salvar a todos.    |           | |                           |                                   |
| 23 | 3         | «Actuación escolar / Somos los número uno» «Class Act / We‘re #1»                                         | 15 de abril de 2022       | 20 de noviembre de 2021           |
| Cuando las tabletas de la escuela desaparecen, los detectives Grizzled y Partnur deben atrapar al ladrón. / La caridad policía contra bomberos pasa de inocente a feroz.                               |           | |                           |                                   |
| 24 | 4         | «Wylde Wex / El negocio está en auge» «Wylde Wex / Business is Booming»                                   | 15 de abril de 2022       | 27 de noviembre de 2021           |
| Tras descongelar a su mejor amigo, el Dr. Wylde, el Dr. Wexler debe ayudar a Wylde a ajustarse. / Cansada de vivir con su madre controladora, Daisy abre su propio negocio.                            |           | |                           |                                   |
| 25 | 5         | «Renovación y renovación / Luces! ¡Cámara! ¡Grizzled!» «Makeover and Over / Lights!, Camera!, Grizzled!»  | 15 de abril de 2022       | 4 de diciembre de 2021            |
| Con la ayuda de la grúa gigante, Ave Empire está determinado a poner su Ópera perfecta en el lugar perfecto de la ciudad. / El detective Sam Grizzled es contratado como asesor en una película.       |           | |                           |                                   |
| 26 | 6         | «Tiempo para Duke / Harpy Stubbs» «Duke Time / Harpy Stubbs»                                              | 15 de abril de 2022       | 11 de diciembre de 2021           |
| Cuando un agotado Duke Detain comete un poco característico error trabajando, decide tomar su primer día libre / Una extraña amistad se desarrolla entre Poppy Star y Harl Hubbs, el humilde hombre.   |           | |                           |                                   |
| 27 | 7         | «Cuantificando la intrepidez / Luz verde» «Quantifying Intrepidness / Green Light»                        | 15 de abril de 2022       | 18 de diciembre de 2021           |
| Para salvar un diario, Maddy se convierte en la intrépida reportera, Nomi D. Plume y usa su anonimato / Fendrich intenta robar un aparato de vanguardia que es transportado a la Plata de Eco Energía. |           | |                           |                                   |
| 28 | 8         | «Mi cool tía Freya / La vaca saltó sobre la cuchara» «My Cool Aunt Freya / The Cow Jumped Over The Spoon» | 15 de abril de 2022       | 8 de enero de 2022                |
| La búsqueda de Freya por divertirse con su sobrino se sale de control cuando se reconecta con la salvaje niña interior / Westbrook W. Sleet rastrea a la misteriosa Vaca Parada de las Tierras Bajas.  |           | |                           |                                   |
| 29 | 9         | «Ciudad de doble / De papás y hermanos» «Stunt City / Of Dads and Dudes»                                  | 15 de abril de 2022       | 15 de enero de 2022               |
| El equipo de dobles va a la ciudad listo para sorprenderlos / El rígido padre del jefe Wheeler va a la ciudad con planes.                                                                              |           | |                           |                                   |
| 30 | 10        | «Te engañé, Fleck / Con seguridad» «Fool on Fleck / Ramping Up»                                           | 15 de abril de 2022       | 22 de enero de 2022               |
| Cuando el misterioso Bromista amenaza al Alcalde Fleck con bromearlo en público, Carol le pide a Duke que sea el guardaespaldas. / El jefe de bomberos y sus ideas de pueblito chocan con la ciudad.   |           | |                           |                                   |
| 31 | 11        | «Échales una mano / Hábitat natural» «Give 'Em A Hand / Natural Habitat»                                  | 15 de abril de 2022       | 29 de enero de 2022               |
| Billy y Maddy entran a una carrera de obstáculos con la ayuda del equipo de dobles. / Gabby Tocamera está en un documental sobre la ciudad verde.                                                      |           | |                           |                                   |

### Temporada 4 (2022)
| No. serie | No. temp. | Título                                       | Fecha de estreno original | Fecha de estreno en Latinoamérica |
| --------- | --------- | -------------------------------------------- | ------------------------- | --------------------------------- |
| 46        | 1         | «TBA» «The Brawl in City Hall»               | 25 de octubre de 2022     | 6 de febrero de 2023              |
| 47        | 2         | «TBA» «Who is Ludmilla Ersatz?»              | 25 de octubre de 2022     | 7 de febrero de 2023              |
| 48        | 3         | «TBA» «Crisis on Moonbase: Momentous!»       | 25 de octubre de 2022     | 8 de febrero de 2023              |
| 49        | 4         | «TBA» «Wreckless Driving»                    | 25 de octubre de 2022     | 9 de febrero de 2023              |
| 50        | 5         | «TBA» «A House Divided»                      | 25 de octubre de 2022     | 10 de febrero de 2023             |
| 51        | 6         | «TBA» «The Trojan Slooshie»                  | 25 de octubre de 2022     | 13 de febrero de 2023             |
| 52        | 7         | «TBA» «Born to Direct»                       | 25 de octubre de 2022     | 14 de febrero de 2023             |
| 53        | 8         | «TBA» «The Wexler Deflector Conjecture»      | 25 de octubre de 2022     | 15 de febrero de 2023             |
| 54        | 9         | «TBA» «Billy to the Maxx»                    | 25 de octubre de 2022     | 16 de febrero de 2023             |
| 55        | 10        | «TBA» «The Good, the Bad… and the Turtles»   | 25 de octubre de 2022     | 17 de febrero de 2023             |
| 56        | 11        | «TBA» «Day of the Dread»                     | 22 de noviembre de 2022   | 20 de febrero de 2023             |
| 57        | 12        | «TBA» «Mr. Produce Buys the Farm»            | 22 de noviembre de 2022   | 21 de febrero de 2023             |
| 58        | 13        | «TBA» «This Land is Harl's Land»             | 22 de noviembre de 2022   | 22 de febrero de 2023             |
| 59        | 14        | «TBA» «Shirley Overdrive»                    | 22 de noviembre de 2022   | 23 de febrero de 2023             |
| 60        | 15        | «TBA» «Yes, No, Maybe So»                    | 22 de noviembre de 2022   | 24 de febrero de 2023             |
| 61        | 16        | «TBA» «Grizzled and Grizzled-er»             | 22 de noviembre de 2022   | 27 de febrero de 2023             |
| 62        | 17        | «TBA» «Freya, Basically»                     | 22 de noviembre de 2022   | 28 de febrero de 2023             |
| 63        | 18        | «TBA» «Where in the World is Sheep Wheeler?» | 22 de noviembre de 2022   | 1 de marzo de 2023                |
| 64        | 19        | «TBA» «King Fendrich I»                      | 22 de noviembre de 2022   | 2 de marzo de 2023                |
| 65        | 20        | «TBA» «King Fendrich II»                     | 22 de noviembre de 2022   | 3 de marzo de 2023                |

## Emisión
El 14 de febrero de 2019, se anunció que Lego City Adventures sería parte de la lista de Nickelodeon de 2019. El 14 de mayo de 2019, se anunció que el programa se estrenaría el 22 de junio de 2019. La serie es una coproducción entre Axis Studios y las compañías francesas Passion Paris and Circus for The Lego Group.